# 千葉県道・茨城県道4号千葉竜ヶ崎線
千葉県道・茨城県道4号千葉竜ヶ崎線 （ちばけんどう・いばらきけんどう4ごう ちばりゅうがさきせん）は、千葉県千葉市稲毛区穴川の穴川3丁目交差点から、千葉県印西市、我孫子市を経て茨城県龍ケ崎市馴柴町の馴柴東交差点に至る県道（主要地方道）である。

## 概要
千葉市 - 龍ケ崎市間を最短ルートで南北に結ぶ延長約38キロメートル (km) の路線で、千葉・茨城両県境を流れる利根川を栄橋で渡河する路線。栄橋の両岸は、千葉県側が我孫子市布佐、茨城県側が北相馬郡利根町布川で、両県を繋ぐ交通の要所である。千葉県内の路線は、起点・千葉市稲毛区の穴川3丁目交差点 - 八千代市米本間は国道126号・国道16号重複、印西市木下 - 我孫子市布佐間の一部が国道356号との重複になるなど、県内の半分以上の区間が国道と重複する。

### 路線データ
- 起点：千葉県千葉市稲毛区穴川（穴川3丁目交差点、国道126号・千葉県道72号穴川天戸線交点）
- 終点：茨城県龍ケ崎市馴柴町 馴柴東交差点
- 総延長：*.* km（茨城県 7.616 km[1]、千葉県 *.* km）
- 重用延長：*.* km（茨城県 0.0 km[1]、千葉県 *.* km）
- 未供用延長：なし（茨城県 0.0 km[1]、千葉県 *.* km）
- 実延長：*.* km（茨城県 7.616 km[1]、千葉県 *.* km）
- 自動車交通不能区間延長[注釈 2]：なし（茨城県 0.0 km[1]、千葉県 *.* km）
- Google マップ

## 歴史
1954年（昭和29年）1月に建設省（当時）で主要地方道を指定する告示が出されたのを受け、1954年（昭和29年）9月1日、茨城県では道路法（昭和27年6月10日法律第180号）第7条の規定に基き主要地方道を一次認定した23路線の内の一つで、県内の起点を県界 北相馬郡布川町、終点を竜ケ崎市とする路線が県道千葉竜ヶ崎線である。1995年（平成7年）に整理番号4となり現在に至る。

### 年表

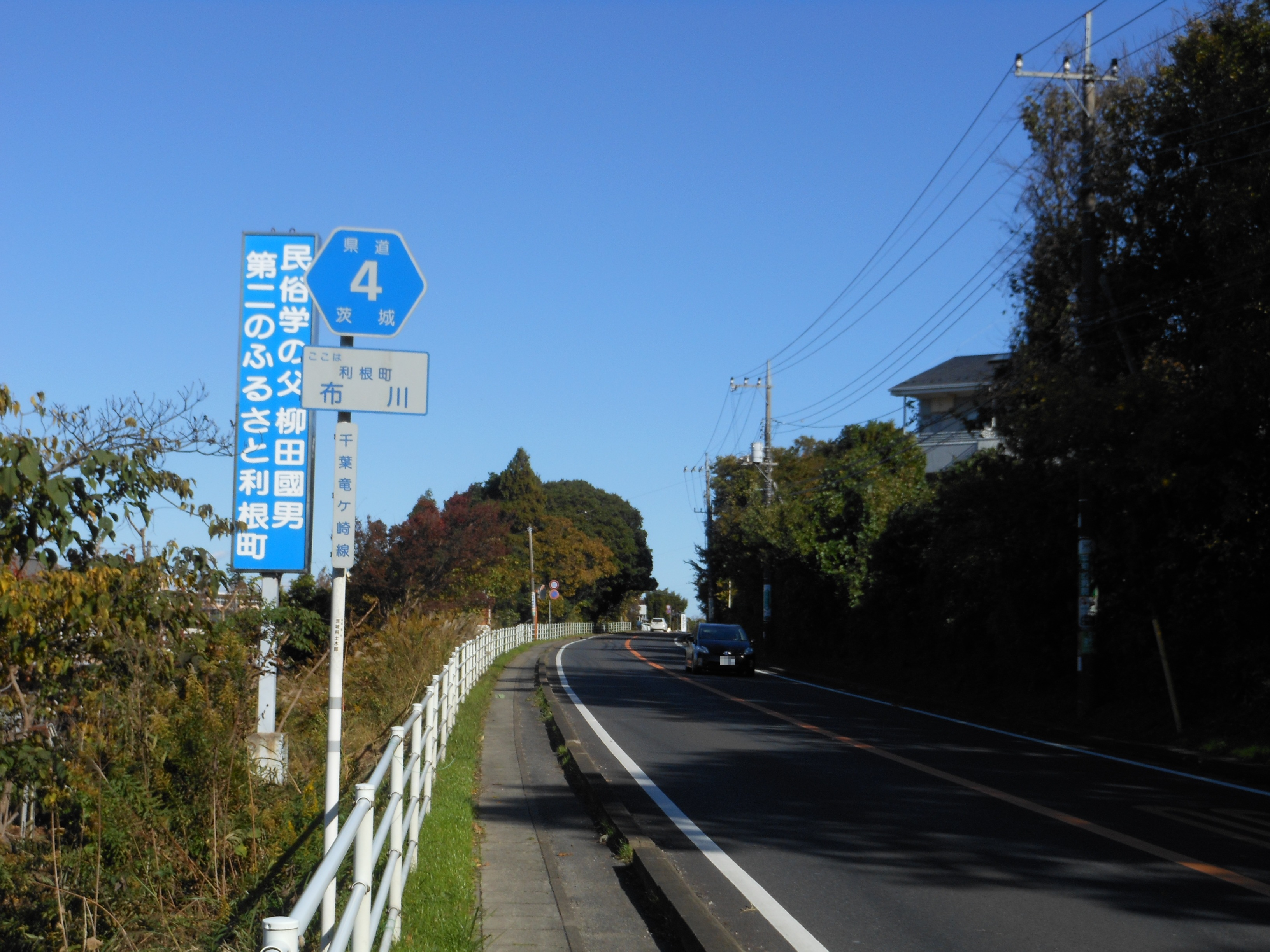
茨城県利根町布川の沿線風景（2012年撮影）。写真の道路は、1971年に栄橋が架け替えられたと同時に、布川の市街地を通る旧道に代わって開通したものである。

- 1954年（昭和29年）9月1日：茨城県告示第862号において認定。（13号千葉竜ケ崎線 - 北相馬郡布川町の県界から竜ケ崎市）[2]
- 1955年（昭和30年）3月4日：千葉県告示108号において認定。（4号千葉竜ケ崎線 - 千葉県千葉市穴川から千葉県印旛郡印西町を経て茨城県竜ケ崎市）
- 1960年（昭和35年）12月14日：茨城県区間（北相馬郡利根町大字布川栄橋橋詰県界 - 竜ケ崎市字栄町主要地方道竜ケ崎潮来線交点）が供用開始される[3]。
- 1971年（昭和46年）10月21日：利根川に架かる栄橋が開通。茨城県北相馬郡利根町大字布川の旧道（1.715 km）が移管されて、栄橋の取り付け道路にルートを変更[4]。
- 1972年（昭和47年）8月28日：北相馬郡利根町大字横須賀地内の狭隘な現道（最小幅員4.0 m）を道路改良路（640 m）へ付け替え供用開始[5]。
- 1974年（昭和49年）9月2日：終点位置が、竜ヶ崎駅前から市役所前交差点に変更となったことにより375 m延長再指定[6]。
- 1977年（昭和52年）4月26日：北相馬郡利根町大字横須賀（横須賀交差点） - 竜ケ崎市川原代町（長沖新田交差点）のバイパス道路（3.36 km）が開通[7]。
- 1981年（昭和56年）1月16日：竜ケ崎市長沖新田町（長沖新田交差点） - 同市川原代町（姫宮交差点）の新道（約0.8 km）を部分供用開始[8]。
- 1982年（昭和57年）10月21日
  - 竜ケ崎市川原代町（姫宮交差点） - 竜ヶ崎駅前 -  同市寺後町（市役所前）の0.937 km区間を県道に指定[9]。
  - 竜ケ崎市長沖新田町（長沖新田交差点） - 西小入口 -  同市寺後町（市役所前）の旧道を指定解除し、竜ケ崎市道へ降格[9]。
- 1985年（昭和60年）3月15日：竜ケ崎市川原代町（姫宮交差点） - 同市馴柴町（馴柴東交差点）の新道（0.448 km）が開通[10]。
- 1991年（平成3年）7月23日：関東鉄道竜ヶ崎線を跨ぐ竜成橋が開通する[11]。
- 1993年（平成5年）5月11日：建設省から、県道千葉龍ケ崎線が千葉龍ケ崎線[注釈 1]として主要地方道に再指定される[12]。
- 1995年（平成7年）3月30日：茨城県区間において整理番号24から現在の番号（整理番号4）に変更される[13]。
- 2000年（平成12年）4月1日：茨城県北相馬郡利根町大字布川 - 龍ケ崎市馴柴町の区間が、通行する車両の最大重量限度25トンの道路に指定される[14]。

## 路線状況
起点・千葉市稲毛区の穴川3丁目交差点 - 穴川インター間が国道126号重複、穴川インター - 八千代市米本間は国道16号との重複を経て、以北は単独路線となり我孫子市布佐へ向かう。印西市木下 - 我孫子市布佐間は、JR布佐駅入口へ向かう現道、木下東交差点へ向かい利根水郷ラインへ接続するバイパスとも国道356号と路線の一部を重複する。利根川に架かる栄橋に交通が集中しやすく、若草大橋開通以後もその交通量の多さから栄橋周辺の激しい交通渋滞は解消されず続いている。
道路法の規定に基づき、茨城県内の北相馬郡利根町布川（千葉県界） - 龍ケ崎市馴柴町（馴柴東交差点）間は、緊急輸送道路として機能を維持するため、災害発生時の被害拡大防止を目的に道路用地内に電柱を建てることが制限されている。

### バイパス
- 八千代市上高野（八千代市上高野 - 八千代市米本）
- 印西市草深（印西市草深 - 印西市草深）
- 利根水郷ライン（印西市木下 - 我孫子市布佐）

### 別名
- 利根水郷ライン（千葉県道路愛称名）

### 重複する道路
- 国道126号（起点 - 千葉市稲毛区天台 穴川インター交差点）
- 国道16号（千葉市稲毛区天台 穴川インター交差点 - 八千代市米本 米本交差点）
- 国道356号（印西市大森「大森交差点」 - 印西市木下 木下東交差点・我孫子市布佐 名称無し交差点）
- 千葉県道・茨城県道170号我孫子利根線（千葉県我孫子市布佐 - 茨城県利根町布川 栄橋交差点）

### 利用状況
交通量
| 地点                          | 平日12時間        | 平日24時間        |
| 地点                          | 2005年度⇒2010年度 | 2005年度⇒2010年度 |
| 千葉県印西市船尾1090          | 10,014台⇒13,720台 | 12,718台⇒18,522台 |
| 千葉県印西市船尾390-1         | 10,014台⇒10,083台 | 12,718台⇒13,612台 |
| 千葉県我孫子市布佐酉町3265-13 | 8,658台⇒11,285台  | 12,208台⇒16,250台 |
| 千葉県我孫子市布佐2373        | 8,658台⇒16,588台  | 12,208台⇒23,887台 |

- 千葉・茨城県境 栄橋：15,194台/日（平成22年度調査）[17]

### 道路施設
- 神尾橋（新川、八千代市）
- 栄橋（利根川、千葉県我孫子市 - 茨城県北相馬郡利根町・昭和46年9月竣功）
- 八枚橋（新利根川、北相馬郡利根町・昭和57年3月竣工）
- 竜成橋（関東鉄道竜ヶ崎線、龍ケ崎市・平成3年3月竣工）

## 地理

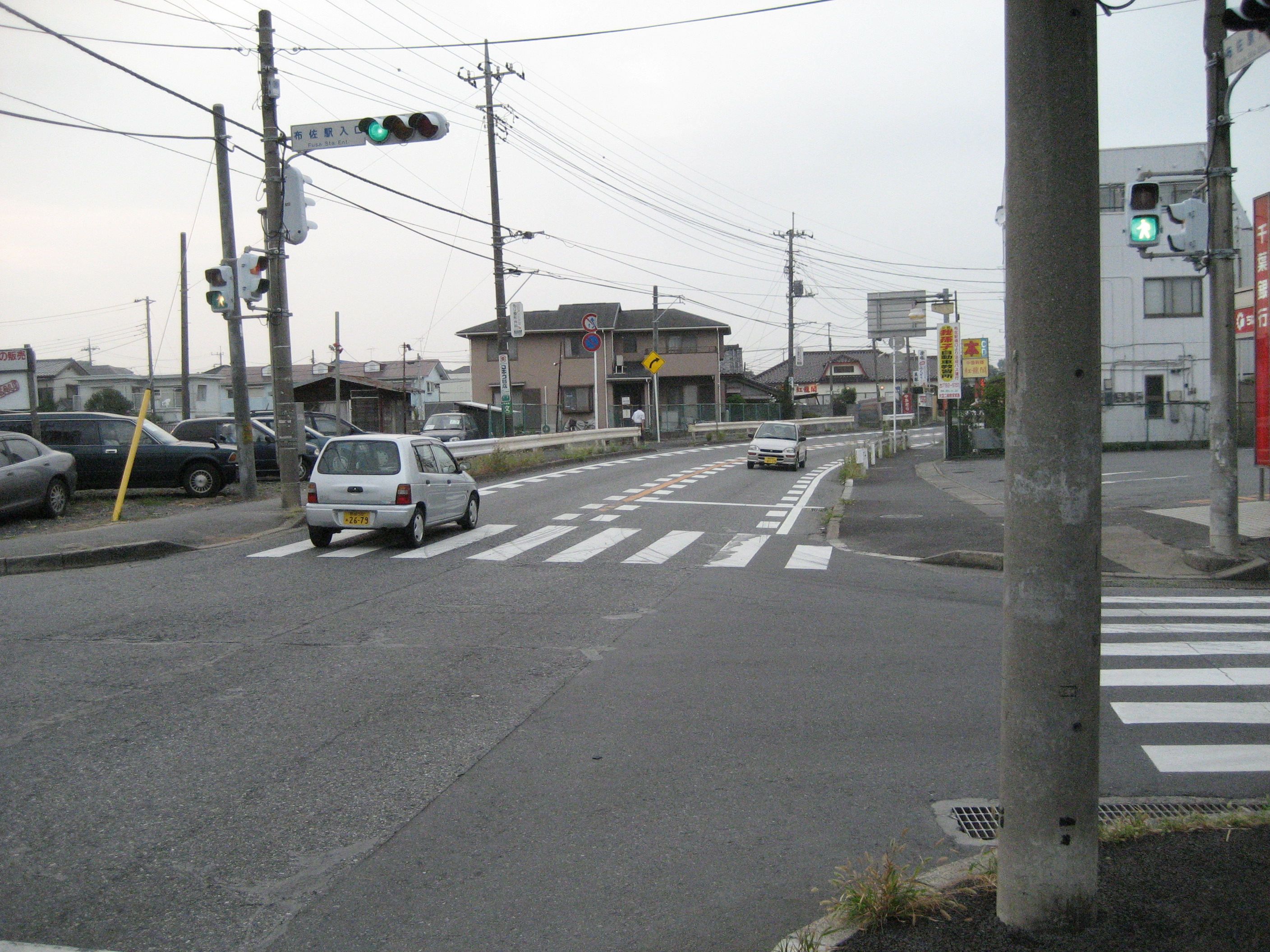
布佐駅入口交差点（千葉県我孫子市）

### 通過する自治体
- 千葉県
  - 千葉市（稲毛区、花見川区）
  - 八千代市
  - 印西市
  - 我孫子市
- 茨城県
  - 北相馬郡利根町
  - 龍ケ崎市

### 交差する道路
国道126号重複区間、国道16号重複区間、国道356号重複区間については当該記事を参照。バイパス区間はバイパスの節を参照。
- 上側が起点側、下側が終点側。
- 交差する道路の特記がないものは市道。

| 交差する道路                                    | 交差する道路                                 | 交差する場所 | 交差する場所 | 交差する場所 |
| ----------------------------------------------- | -------------------------------------------- | ------------ | ------------ | ------------ |
|                                                 |                                              |              |              |              |
| 国道16号 千葉市方面 国道296号（八千代バイパス） | 国道16号 柏市方面                            | 千葉県       | 八千代市     | 米本         |
| 千葉県道263号八千代宗像線                       |                                              | 千葉県       | 八千代市     | 下宿交差点   |
| 県道4号千葉竜ヶ崎線 バイパス                    |                                              | 千葉県       | 八千代市     |              |
|                                                 | 千葉県道61号船橋印西線                       | 千葉県       | 印西市       | 船尾交差点   |
| 千葉県道190号千葉ニュータウン南環状線           |                                              | 千葉県       | 印西市       |              |
| - （屈折）                                      | 千葉県道4号千葉竜ヶ崎線バイパス 印西市街方面 | 千葉県       | 印西市       |              |
| 国道464号                                       | 国道464号                                    | 千葉県       | 印西市       | 草深交差点   |
| -                                               | 千葉県道4号千葉竜ヶ崎線 バイパス 千葉方面    | 千葉県       | 印西市       | -            |
| 千葉県道189号千葉ニュータウン北環状線           | 千葉県道189号千葉ニュータウン北環状線        | 千葉県       | 印西市       | -            |
| 国道356号                                       | 国道356号                                    | 千葉県       | 印西市       | 大森交差点   |
| 国道356号                                       | 国道356号                                    | 千葉県       | 我孫子市     | 都交差点     |
| 千葉県道197号布佐停車場線                       | 千葉県道197号布佐停車場線                    | 千葉県       | 我孫子市     | 布佐駅入口   |
| 千葉県道4号千葉竜ヶ崎線〈利根水郷ライン〉       | 千葉県道170号我孫子利根線〈利根水郷ライン〉  | 千葉県       | 我孫子市     |              |
| 茨城県道11号取手東線                            | 茨城県道11号取手東線                         | 茨城県       | 利根町       | 栄橋         |
| 茨城県道209号立崎羽根野線                       | 茨城県道209号立崎羽根野線                    | 茨城県       | 龍ケ崎市     | 北方         |
| -                                               | 茨城県道208号長沖藤代線                      | 茨城県       | 龍ケ崎市     |              |
| 茨城県道5号竜ヶ崎潮来線                         | 茨城県道5号竜ヶ崎潮来線                      | 茨城県       | 龍ケ崎市     | 馴柴東       |
| 茨城県道48号土浦竜ヶ崎線                        |                                              |              |              |              |

#### 重複区間の交差する道路
国道126号・国道16号重複区間
- 国道126号・千葉県道72号穴川天戸線（千葉市稲毛区穴川・穴川3丁目交差点、起点）
- 京葉道路 穴川IC・国道16号・国道126号（千葉市稲毛区園生町）
- 千葉県道69号長沼船橋線（千葉市稲毛区長沼町）
- 東関東自動車道 千葉北IC
- 国道296号（八千代市下市場）
- 国道16号（八千代市米本）【北緯35度44分45.4秒 東経140度7分14.0秒 / 北緯35.745944度 東経140.120556度】

### 沿線にある施設など
- 千葉県
  - 太平洋クラブ八千代コース（八千代市米本）
  - 下総病院（八千代市米本）
  - 印西市立船穂小学校（印西市船尾）
  - 印西市立船穂中学校（印西市高花1丁目）
  - 印西市立原山小学校（印西市原山3丁目）
  - JR成田線
    - 木下駅 - 布佐駅
- 茨城県
  - 日本ウェルネススポーツ大学（利根町布川）
  - 茨城県立竜ケ崎南高等学校（龍ケ崎市北方町）
  - 関東鉄道竜ヶ崎線